# 中日本高速道路東京支社
中日本高速道路東京支社（なかにほんこうそくどうろ・とうきょうししゃ）は、中日本高速道路（NEXCO中日本）の支社の一つ。旧・日本道路公団（JH）東京建設局の一部、静岡建設局及び東京管理局（その後の関東第二支社）の流れを汲んでいる。NEXCO中日本発足時は横浜支社であったが、2008年7月28日付で東京事務所と統廃合され東京支社となった。更に、NEXCO中日本の組織改編に伴って2025年7月1日付で八王子支社を統合し、東京支社として再編された。

## 支社所在地
〒105-6011
東京都港区虎ノ門4-3-1（城山トラストタワー内）

## 管轄路線・事業所
東名高速道路・中央自動車道を中心として、神奈川県・静岡県・東京都多摩地区・山梨県・長野県中部のNEXCO管轄の高速道路・有料道路を管轄している。
- 圏央道あきる野IC以北、神奈川県内の第三京浜道路・横浜新道（有料区間）・横浜横須賀道路、長野道安曇野IC以北、長野県内の上信越道はNEXCO東日本関東支社の管轄。また、神奈川県内の圏央道で建設中の区間（横浜環状南線・横浜湘南道路）についてはNEXCO東日本が建設を行っている。
- 中央道伊北IC以西は名古屋支社の管轄。

### 保全・サービスセンター
保全・サービスセンターは保全・サービス事業を担当している。かつて、中日本高速道路は保全・サービスセンターを管理事務所（○○管理事務所）と呼んでいた。
| 名称                         | 管轄路線 | 所在地                                                              | 備考  |
| ---------------------------- | --- | ------------------------------------------------------------------- | ----- |
| 横浜保全・サービスセンター   | 東名高速道路（東京IC-厚木IC） 新東名高速道路（海老名南JCT-厚木南IC） 圏央道（茅ヶ崎JCT-相模原IC） 新湘南バイパス（全線）                         | 〒226-0026 神奈川県横浜市緑区長津田町5509（東名高速横浜町田IC併設） |       |
| 御殿場保全・サービスセンター | 東名高速道路（大井松田IC-沼津IC） 新東名高速道路（新御殿場IC-長泉沼津IC）                                                                        | 〒412-0026 静岡県御殿場市東田中1140（東名高速御殿場IC併設）         |       |
| 富士保全・サービスセンター   | 東名高速道路（沼津IC-清水IC） 新東名高速道路（長泉沼津IC-新静岡IC、清水連絡路） 中部横断自動車道（新清水JCT-富沢IC）                             | 〒419-0201 静岡県富士市厚原1738-4（新東名高速新富士IC併設）         |       |
| 静岡保全・サービスセンター   | 東名高速道路（清水IC-浜松IC） | 〒422-8046 静岡県静岡市駿河区中島235-1（東名高速静岡IC併設）        |       |
| 浜松保全・サービスセンター   | 東名高速道路（浜松IC-豊川IC） 新東名高速道路（新静岡IC-新城IC、引佐連絡路）                                                                      | 〒434-0012 静岡県浜松市浜名区中瀬6008（新東名高速浜松浜北IC併設）   | ※1    |
| 伊勢原保全・サービスセンター | 東名高速道路（厚木IC-大井松田IC） 新東名高速道路（厚木南IC-新秦野IC） 小田原厚木道路（全線） 西湘バイパス（西湘二宮IC-箱根口IC・早川JCT-石橋IC） | 〒259-1141 神奈川県伊勢原市上粕屋2678（新東名高速伊勢原大山IC併設） |       |
| 八王子保全・サービスセンター | 中央自動車道（高井戸IC-上野原IC） 圏央道（相模原IC-あきる野IC）                                                                                  | 〒192-0024 東京都八王子市宇津木町287-1（中央道八王子IC併設）        | ※2 ※3 |
| 大月保全・サービスセンター   | 中央自動車道（上野原IC-勝沼IC・大月JCT-河口湖IC） 東富士五湖道路（全線）                                                                         | 〒401-0015 山梨県大月市大月町花咲223（中央道大月IC併設）            | ※3    |
| 甲府保全・サービスセンター   | 中央自動車道（勝沼IC-小淵沢IC） 中部横断自動車道（六郷IC-双葉JCT）                                                                               | 〒409-3866 山梨県中巨摩郡昭和町西条2858（中央道甲府昭和IC併設）     | ※3    |
| 松本保全・サービスセンター   | 中央自動車道（小淵沢IC-伊北IC） 長野自動車道（岡谷JCT-安曇野IC） 安房峠道路（全線）                                                              | 〒390-0852 長野県松本市大字島立1347（長野道松本IC併設）             | ※1 ※3 |

- ※1：豊川IC・新城IC・伊北ICは名古屋支社の管轄
- ※2：あきる野ICはNEXCO東日本関東支社の管轄
- ※3：2025年7月1日付で八王子支社が東京支社へ統廃合されるまでは八王子支社の管轄

### 工事事務所
| 名称             | 担当事業 | 所在地                                             | 備考 |
| ---------------- | --- | -------------------------------------------------- | ---- |
| 厚木工事事務所   | 東名高速道路（海老名JCT-横浜町田IC間の付加車線設置） 新東名高速道路（伊勢原市） 新湘南バイパス（茅ヶ崎海岸IC - 大磯IC） | 〒243-0032 神奈川県厚木市恩名1-14-13               |      |
| 東京工事事務所   | 東京外環自動車道（三鷹市 - 世田谷区）                                                                                   | 〒153-0044 東京都目黒区大橋1-5-1クロスエアタワー7F |      |
| 秦野工事事務所   | 新東名高速道路（秦野市 - 神奈川・静岡県境）                                                                             | 〒257-0017 神奈川県秦野市立野台1-4                 |      |
| 沼津工事事務所   | 新東名高速道路（神奈川・静岡県境 - 御殿場市）                                                                           | 〒410-0011 静岡県沼津市岡宮字焼土手1300-1          |      |
| 八王子工事事務所 | 中央道（八王子JCT-相模湖IC間の付加車線設置）                                                                            | 〒192-0907 東京都八王子市長沼町1305-3              | ※    |

- ※当初は東京支社の管轄で2019年7月1日付で八王子支社へ移管されたが、八王子支社の統廃合に伴い2025年7月1日付で再び東京支社の管轄となった。

### 管轄区間の変遷
JH時代は横浜横須賀道路・第三京浜道路・横浜新道（有料区間）も管轄していたが、民営化直前の2005年7月に東京管理局・東京管理局東局・東京管理局西局が関東第二支社（現在のNEXCO中日本東京支社）・関東第一支社（現在のNEXCO東日本関東支社）・関東第二支社八王子管理局（後のNEXCO中日本八王子支社）に再編された際にこれらの路線は関東第一支社の管轄となり、民営化後はNEXCO東日本関東支社へ引き継がれた。また、2012年4月14日に開通した新東名高速道路の静岡県内の区間を管轄するようになったほか、新東名の開通を機に東名高速三ヶ日IC-豊川IC間の管轄が名古屋支社から東京支社へ移管された。

さらに、2025年7月に八王子支社が東京支社へ統合された事により、それまで八王子支社が管轄していた中央自動車道をはじめとする東京都多摩地区・山梨県・長野県中部の路線も受け持つようになった。
この他、JH時代には静岡県内の国道1号線のバイパス4路線（藤枝バイパス・掛川バイパス・磐田バイパス・浜名バイパス）と真鶴道路も管轄していたが、静岡県内のバイパス4路線は民営化半年前の2005年3月30日に国土交通省に移管され無料化、真鶴道路は民営化前日の2005年9月30日に神奈川県道路公社へ移管された。また、JHから箱根新道と西富士道路の管轄も引き継いだが、箱根新道は2011年7月26日に、西富士道路は2012年4月1日にいずれも国土交通省へ移管され無料化された。